# Rodinný dům Václava Ornsta
Rodinný dům Václava Ornsta je společně s vilou Heřmana Konejla jednou z nejvýraznějších plzeňských funkcionalistických staveb. Vila stojí v ulici Růženy Svobodové v Plzni - Severním předměstí.

## Historie
Vilu si nechal ve 30. letech 20. století postavit ve vilové čtvrti v Plzni – Lochotíně viceředitel muniční továrny Škodových závodů Ing. Václav Ornst. Zpracování projektu zadal plzeňskému architektovi Václavu Neckářovi, který plány vily dokončil v červnu 1930. Vilu pak v letech 1930–31 realizoval plzeňský stavitel Antonín Štipl.
V 60. letech 20. století byly na domě provedeny některé stavební úpravy (přístavba garáže na zahradě, rozdělení interiéru na dvě bytové jednotky), původní architektonický výraz ale zůstal zachován.
Dům byl v roce 1994 prohlášen kulturní památkou.

## Architektura
Vila je samostatně stojícím objektem situovaným ve svahu, má dvě až tři nadzemní podlaží. Stojí na nepravidelném půdorysu přibližně tvaru L. Směrem do ulice je orientován schodišťový arkýř, směrem do zahrady je pak obrácena střešní terasa, která tvoří polovinu třetího podlaží.
Puristické fasády z hladké bílé omítky jsou střídány tabulkovými okny, jejichž velikost prozrazuje funkci místností za nimi. Celkový dojem doplňují trubková zábradlí střešní terasy a malé terasy nad hlavním vstupem.
Ve zvýšeném suterénu byla původně umístěna prádelna, sklep a garáž, v prvním patře vstupní hala, kuchyně, reprezentační společenský pokoj a jídelna (z místností přístupná terasa a vstup na zahradu) a ve druhém patře všechny ložnice, pokoj pro hosty, koupelna a šatna. Obytné místnoosti byly záměrně orientovány směrem na jih, tedy do zahrady, technické místnosti naopak na sever směrem do ulice.